# ماثيو بريتنغهام

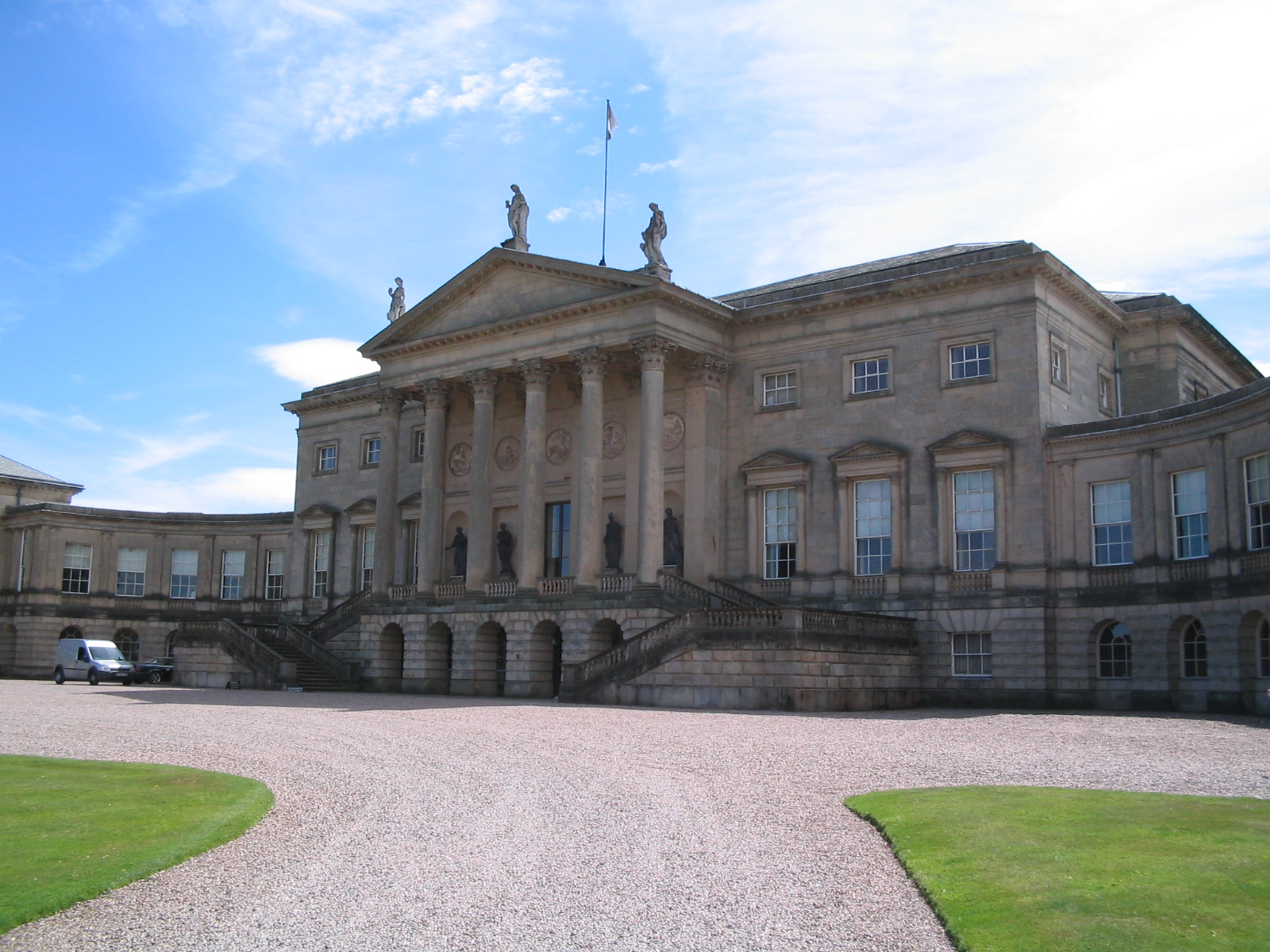
كانت قاعة كيدلستون فرصة لبريتنغهام لإثبات قدرته على تصميم منزل ينافس المنازل الكبيرة مثل هولكم هول و منزل شاتسورث. انتزع روبرت آدم الفرصة منه، الذي أكمل الجبهة الشمالية (أعلاه) مثلما صممها بريتنغهام ولكن برواق أكثر دراماتيكية.

ماثيو بريتنغهام (1699 - 19 أغسطس 1769) ، يُطلق عليه أيضا ماثيو بريتنغهام الأكبر ، إنجليزي من أصول متواضعة للإشراف على بناء هولكام هول، وأصبح أحد أشهر المهندسين المعماريين في البلاد من جيله. تم هدم الكثير من أعماله الرئيسية منذ ذلك الحين، ولا سيما عمله في لندن، حيث أحدث ثورة في تصميم المنزل الريفي الكبير. نتيجة لذلك، غالبًا ما يتم تجاهله اليوم، حيث يتم تذكره بشكل أساسي لإعادة تصميم العمارة البالادية للعديد من المنازل الريفية، ويقع العديد منها في منطقة شرق أنجليا في بريطانيا . عندما اقترب بريتنغهام من ذروة حياته المهنية، بدأت العمارة البالادية في التراجع عن الموضة وتم تقديم الكلاسيكية الجديدة ، والتي دافع عنها الشاب روبرت آدم .

## النشأة
وُلِد بريتينجهام عام 1699 ، وهو الابن الثاني لاونسيلوت بريتينجهام ( 1664-1727 ) ، وهو عامل بناء أو بنّاء من نورويتش ، مقاطعة نورفولك بإنجلترا. تزوج مارثا بون (1697-1783) في كنيسة القديس أوغسطين، نورويتش، في يوم 17 مايو 1721 وأنجبا تسعة أطفال معًا. 
لم يتم توثيق حياته في الصغر إلا قليلاً، وكانت إحدى أقدم الإشارات المسجلة له في عام 1719 ، عندما تم قبوله وشقيقه الأكبر روبرت في مدينة نورويتش كبناء أحرار. ادعى أحد منتقدي بريتينجهام في ذلك الوقت أن عمله كان سيئًا للغاية لدرجة أنه لم يكن يستحق تسعة شلنات في الأسبوع ( 74 جنيهًا إسترلينيًا في عام 2022 ) كان يتقاضى أجرًا كصانع بناء.  مهما كانت جودة البناء بالآجر، سرعان ما تقدم بنفسه وأصبح مقاول بناء. 

## مقاول محلي

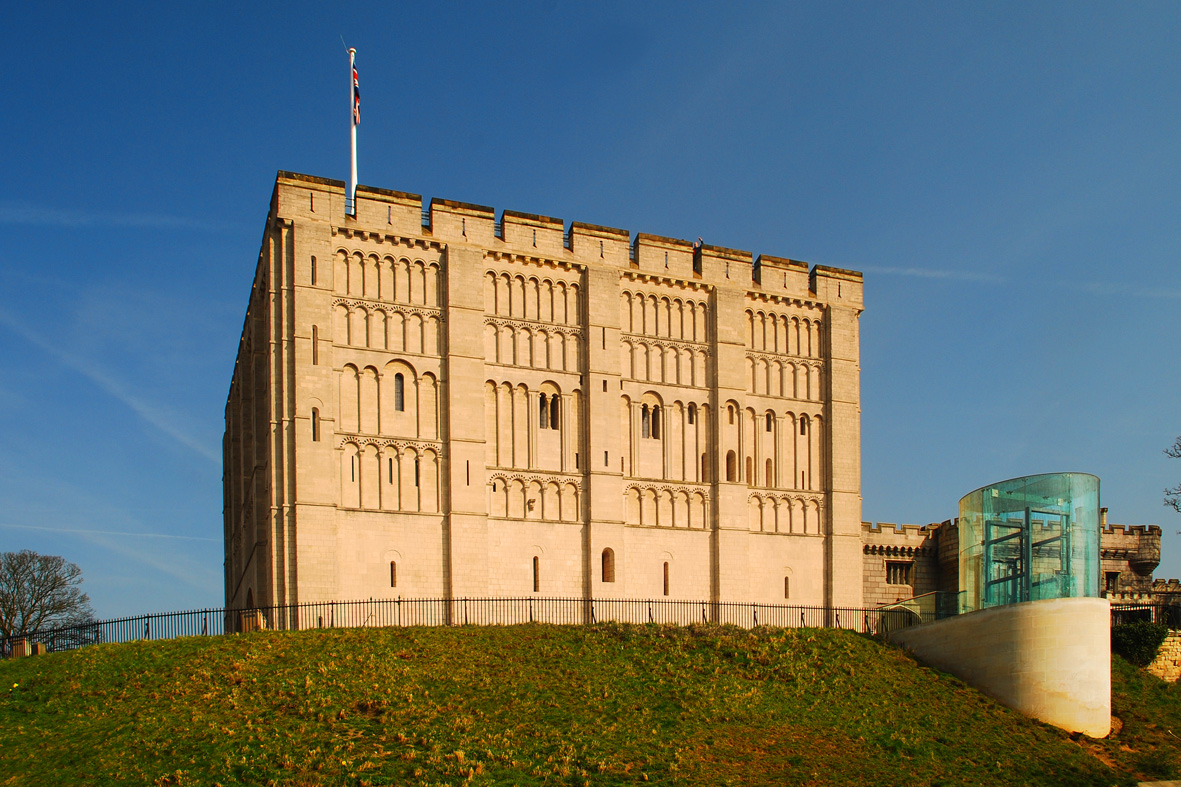
قام بريتينجهام بإصلاح قلعة نورويتش.

خلال أوائل القرن الثامن عشر ، كان لمقاول البناء مسؤوليات أكثر بكثير مما يوحي العنوان اليوم. غالبًا ما يقوم المقاول بتصميم وبناء والإشراف على جميع تفاصيل البناء حتى اكتماله. كان المهندسون المعماريون، الذين يطلق عليهم غالبًا المساحون ، يعملون فقط في أكبر وأكبر المباني. بحلول عام 1730 ، تمت الإشارة إلى بريتينجهام كمساح، يعمل على هياكل أكثر أهمية من الأكواخ والمباني الزراعية. في عام 1731 ، تم تسجيل أنه حصل على 112 جنيهًا إسترلينيًا ( 18,900 جنيه إسترليني في عام 2022 ) مقابل عمله فينورويتش جول.  منذ ذلك الحين، يبدو أنه عمل بانتظام كمساح للقضاة (السلطة المحلية المعاصرة) في المباني العامة والجسور طوال أربعينيات القرن الثامن عشر. تشمل المشاريع التي يرجع تاريخها إلى هذا الوقت إعادة تصميم مبنى شيريهاوس في نورويتش،  وبناء جسر لينواد فوق نهر وينسوم وإصلاح قلعة نورويتش وكاتدرائية نورويتش، بالإضافة إلى إعادة بناء جزء كبير من كنيسة سانتا كينغز لين، التي تضررت بشدة بسبب انهيار برجها في عام 1742.

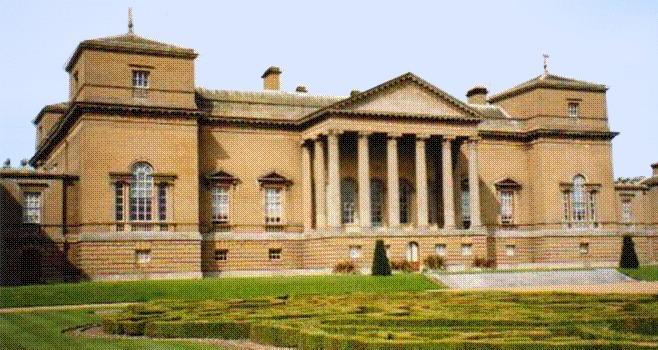
هولكم هول. كان أول عمل بارز لماثيو بريتنغهام هنا ككاتب للأعمال ومهندس تنفيذي في عام 1734.

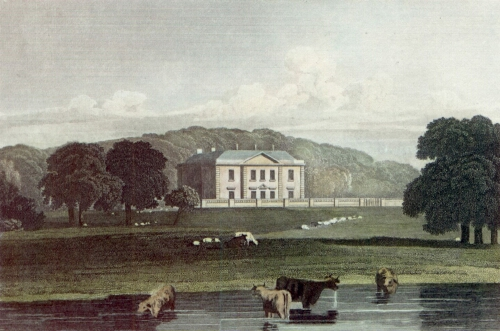
جونتون هول ، صممه ماثيو بريتنجهام.

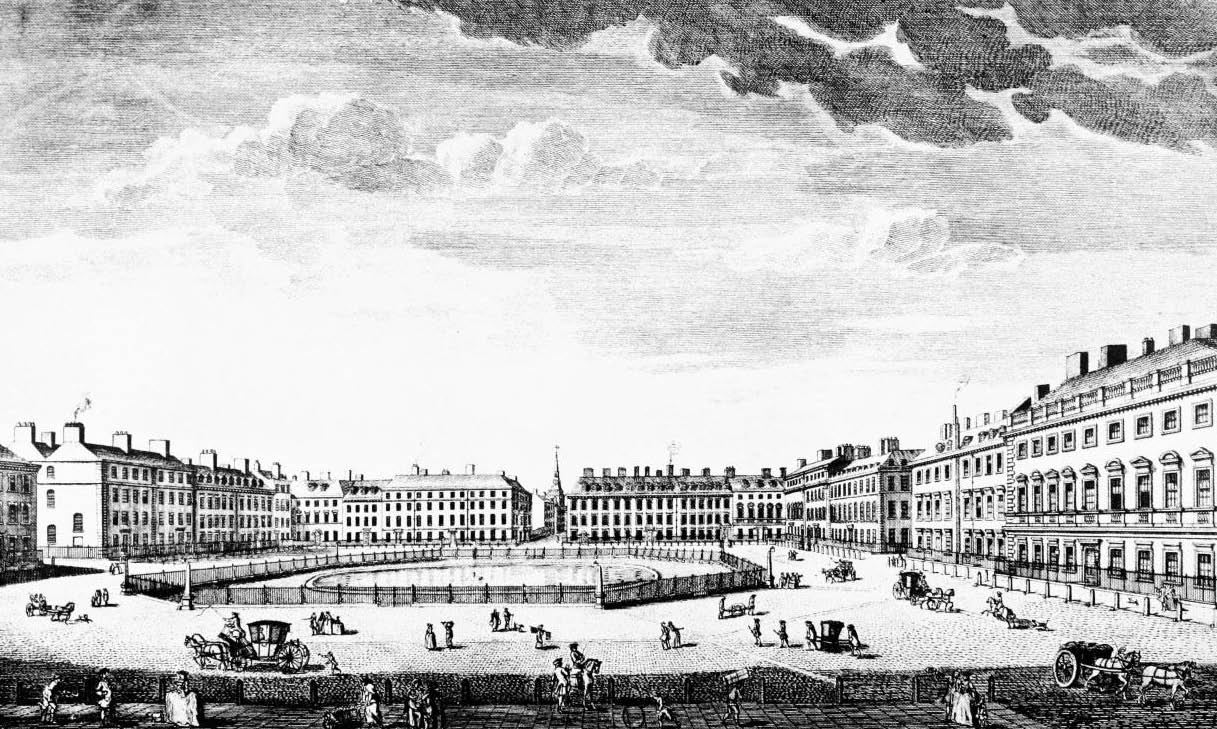
ميدان سانت جيمس في خمسينيات القرن الثامن عشر: صمم بريتنجهام منزل نورفولك في أقصى اليمين.

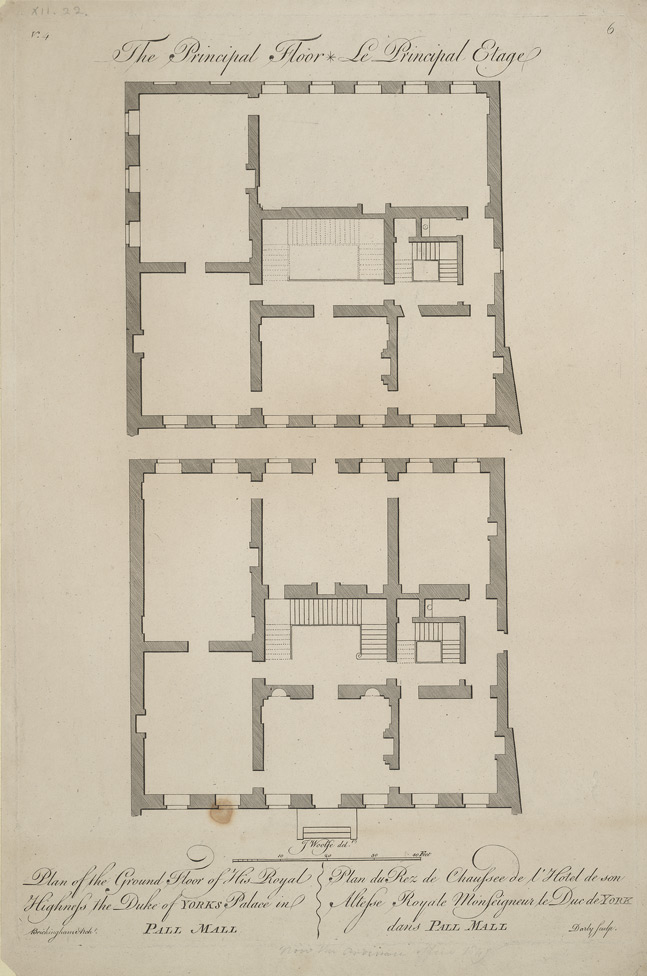
مخطط الطابق الأرضي والأول من يورك هاوس. توضيح دائرة من الغرف بدلاً من enfilade.